# Amt Föhr-Amrum
Amt Föhr-Amrum és un amt del districte de Nordfriesland, a l'estat de Slesvig-Holstein a Alemanya, que comprèn les illes Frisones de Föhr i Amrum. Té una extensió de 103,3 km² i una població de 10.869 habitants (2008). La seu és a Wyk auf Föhr. El burgmestre és Heidi Braun

## Subdivisions
L'Amt Föhr-Amrum és format pels municipis:
- A l'illa d'Amrum
- # Nebel
- # Norddorf
- # Wittdün

- A l'illa de Föhr
- # Alkersum
- # Borgsum
- # Dunsum
- # Midlum
- # Nieblum
- # Oevenum
- # Oldsum
- # Süderende
- # Utersum
- # Witsum
- # Wrixum
- # Wyk auf Föhr